# Marostica
Marostica ist eine Stadt mit 14.024 Einwohnern (Stand 31. Dezember 2023) in der italienischen Provinz Vicenza, Region Venetien. Die Fläche der Gemeinde umfasst 36 km².

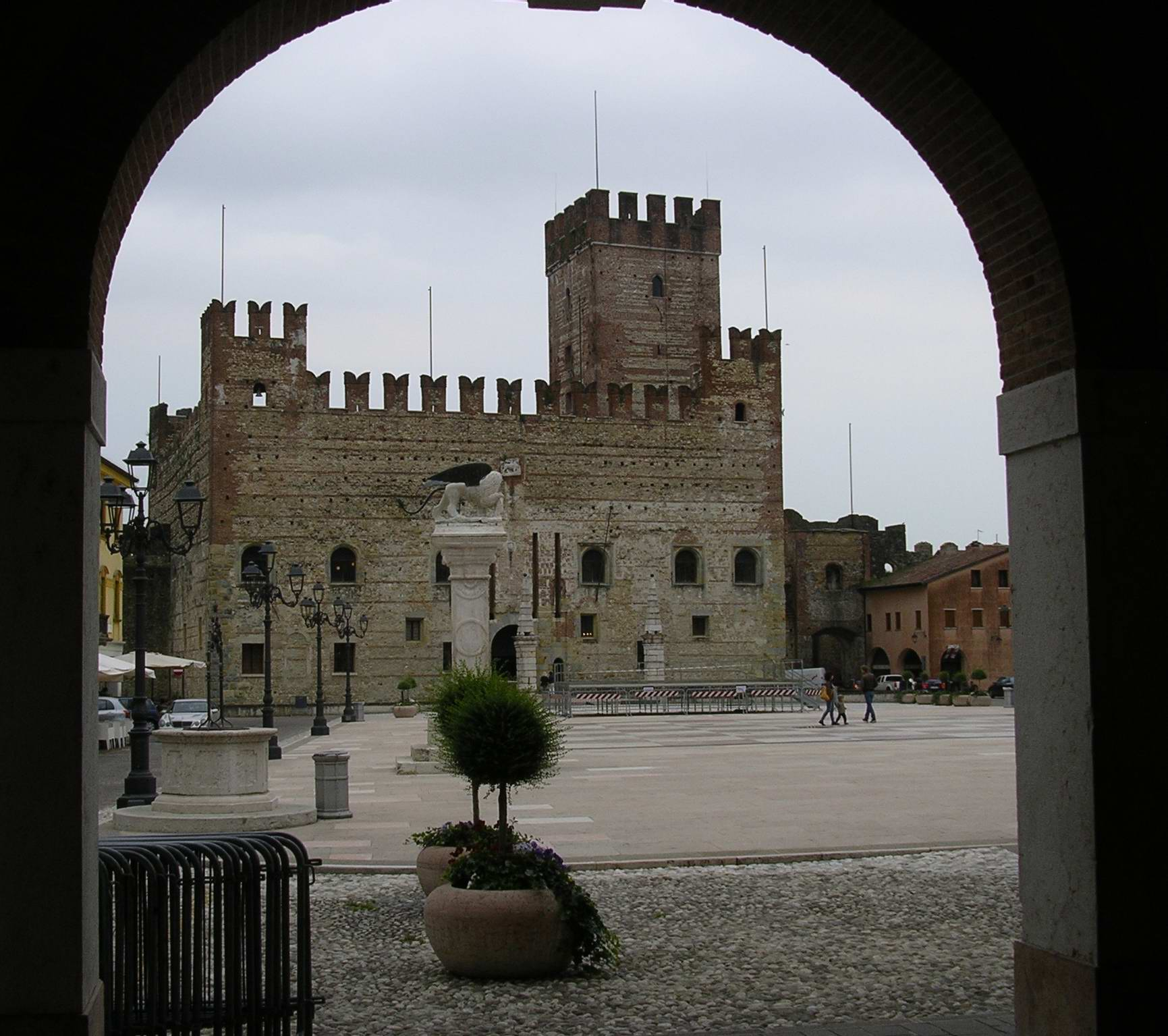
Castello inferiore

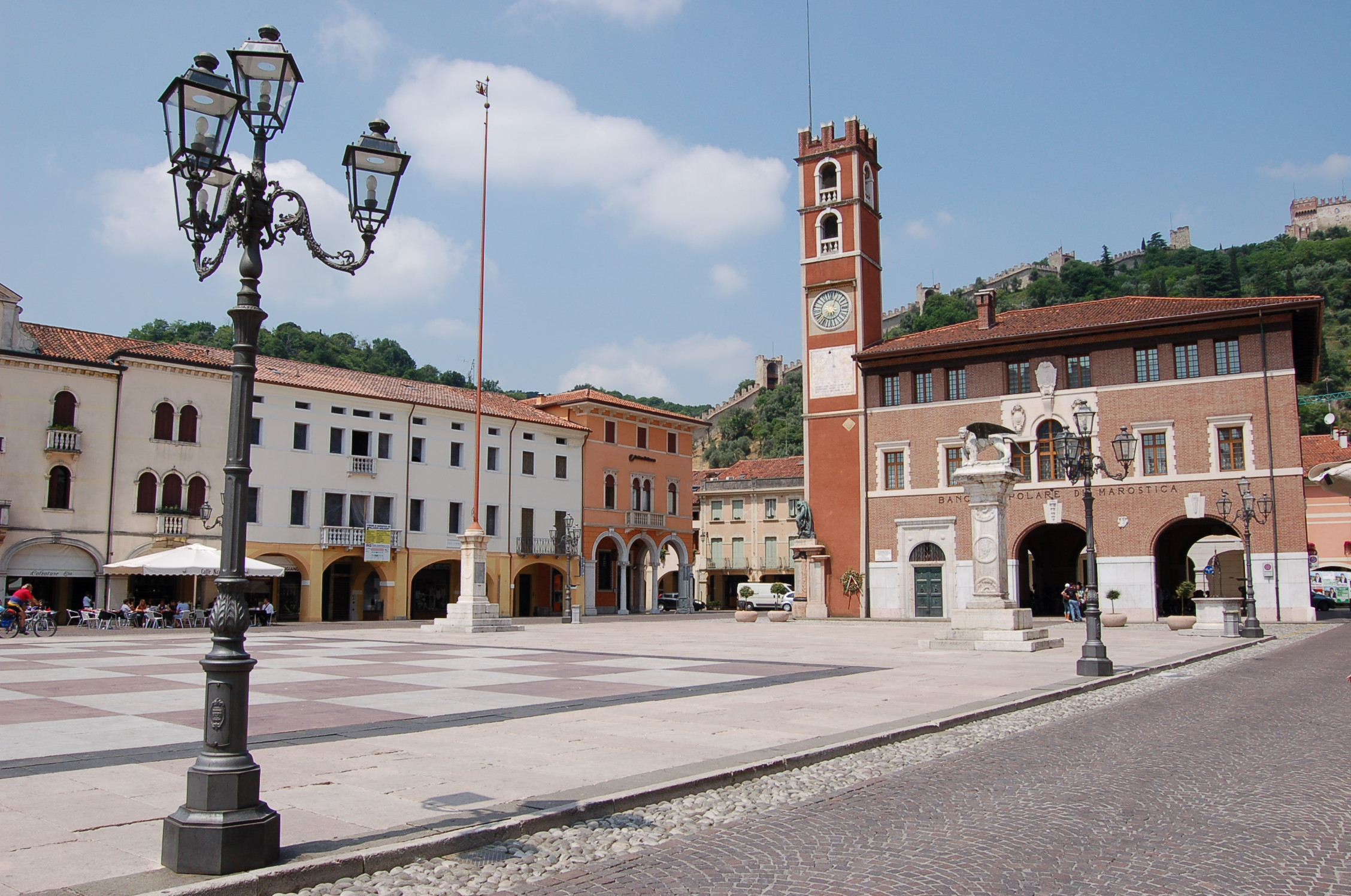
Piazza degli scacchi

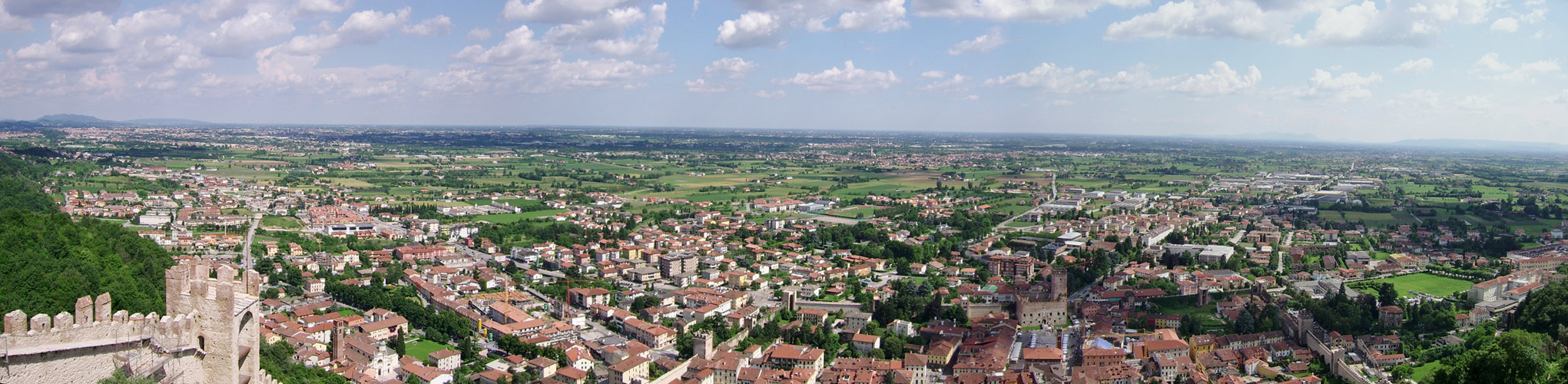
Panorama von Marostica

Die Nachbargemeinden sind Bassano del Grappa, Conco, Lusiana, Mason Vicentino, Molvena, Nove, Pianezze, Salcedo und Schiavon.

## Sehenswürdigkeiten
Sehenswert sind das im 14. und 15. Jahrhundert erbaute, monumentale Castello da Basso, auch „Castello Inferiore“ (ital.: untere Burg) genannt, an der von Arkaden umgebenen Piazza Castello, ferner die Ruine des Castello Superiore (ital.: obere Burg) auf dem Felsen über dem Ort.
In der Pfarrkirche S. Antonio Abate befindet sich das Gemälde Paulus predigt in Athen, ein Hauptwerk von Jacopo Bassano aus dem Jahr 1574.

## Veranstaltungen
Der Ort ist wegen des lebenden Schachspiels (mit Darstellern in „mittelalterlichen“ Kostümen) berühmt, das seit 1954 alle zwei Jahre auf der Piazza Castello ausgerichtet wird. Die Veranstalter behaupteten anfangs, damit an ein angeblich 1454 ausgetragenes Schachspiel um die Hand der Tochter des Burgherrn erinnern zu wollen. Tatsächlich hatte der Student Francesco Pozza 1923 die Geschichte erfunden. Gleichwohl lebt die Legende in einigen Medien bis heute fort.

## Städtepartnerschaften
Marostica ist partnerschaftlich verbunden mit São Bernardo do Campo in Brasilien, Tendō in Japan und Montigny-le-Bretonneux in Frankreich.

## Söhne und Töchter der Stadt
- Prospero Alpini (1553–1617), Arzt und Botaniker
- Vincenzo Chiminello (1741–1815), Astronom
- Alfredo Dinale (1900–1976), Radrennfahrer und Olympiasieger
- Virgilio Maroso (1925–1949), Fußballspieler
- Piergiorgio Silvano Nesti (1931–2009), Kurienerzbischof
- Giuliana Chenal Minuzzo (1931–2020), Skirennfahrerin
- Giovanni Battaglin (* 1951), Radrennfahrer
- Gianni Faresin (* 1965), Radrennfahrer
- Tatiana Guderzo (* 1984), Radsportlerin
- Melania Dalla Costa (* 1988), italienisch-französische Schauspielerin, Drehbuchautorin und Filmemacherin
- Enrico Battaglin (* 1989), Radrennfahrer